# Kunst- und Wunderkammer Burg Trausnitz

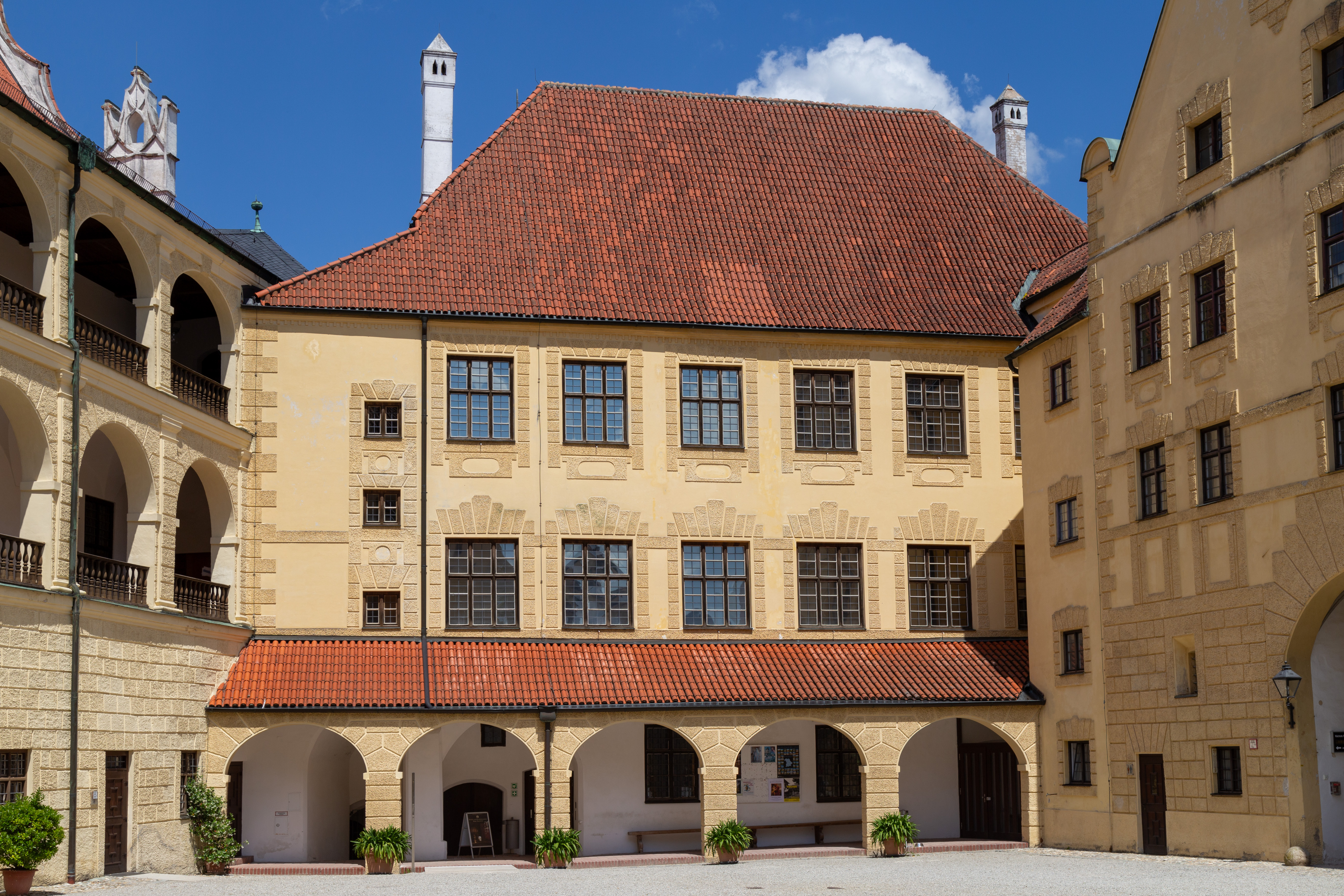
Innenhof mit Damenstock der Burg Trausnitz

Die Kunst- und Wunderkammer Burg Trausnitz ist ein Zweigmuseum des Bayerischen Nationalmuseums mit Hauptsitz in München. Das Museum befindet sich im Damenstock der Burg Trausnitz in Landshut in Niederbayern.

## Geschichte
Im Jahr 2000 begannen die Planungen zur Einrichtung eines Zweigmuseums des Bayerischen Nationalmuseums in Landshut. Von Februar 2002 bis Juni 2004 wurden die dafür vorgesehenen Räume im östlichen Teil der Burganlage, dem so genannten Damenstock, denkmalgerecht saniert. Die zukünftige Nutzung und der Schutz der Exponate bestimmten dabei die Anforderungen an Beleuchtung, Klimatechnik und Raumausstattung. Am 19. September 2004 wurde das Museum eröffnet.

## Ausstellung
Vorbild für die Ausstellung waren die Kunst- und Wunderkammern der Renaissance. Herzog Albrecht V. gründete um 1565 eine Kunstkammer im Marstallgebäude in München. Sein Sohn Erbprinz Wilhelm, der von 1568 bis 1579 die Burg Trausnitz bewohnte, legte in Landshut eine Junge Kunstkammer an, die er nach seinem Regierungsantritt mit der Münchner Sammlung vereinigte. Von dieser Sammlung existiert ein 1598 verfasstes Inventar, das über 6000 Gegenstände ausführlich beschreibt.
Von der herzoglichen Kunstkammer sind nur wenige Stücke in verschiedenen Museen des Landes erhalten, so dass eine Rekonstruktion der Sammlung nicht in Frage kam. Dennoch soll die neue Ausstellung durch die Auswahl der rund 750 Objekte und deren Präsentation den Charakter einer Renaissance-Kunstkammer wiedergeben. Die vier Räume mit rund 400 Quadratmetern Ausstellungsfläche sind nach den Hauptgruppen der Bestände der frühen Kunst- und Wunderkammern gegliedert.
Artificialia – Als von Menschen geschaffene Dinge sind Gemälde und Skulpturen, Münzen und Medaillen, Serpentin- und Alabastergeschirr, Wachsminiaturen, Eisenkunst, Steinreliefs und kostbares Jagdgerät zu sehen. Zur Sammlung gehören auch kunstvoll bearbeitete Naturmaterialien wie Muscheln, Bernstein und Elfenbein sowie mit Mikroschnitzerei verzierte Zwetschgenkerne.
In den Museumsräumen finden sich eine Reihe von Porträts bedeutender Persönlichkeiten, die für die Münchner Kunstkammer in Auftrag gegeben wurden.
Naturalia – Fremdartige Tiere und Pflanzen aus den neu entdeckten Teilen der Erde waren begehrte Sammlerstücke. In der Ausstellung sind Tierpräparate, darunter ein Nilkrokodil und Schildkrötenpanzer, Nilpferdschädel und Walknochen zu sehen. Der Spitzzahn des Narwals wurde einst als Horn des Einhorns gedeutet. Die Alraunenwurzel wurde wegen ihrer merkwürdigen Form gesammelt, Mineralien wegen ihrer Beschaffenheit und Farbe. Im Mittelpunkt des Raums steht eine bemalte Tischplatte aus der Zeit um 1530 mit Tier- und Pflanzendarstellungen der damaligen Vorstellungswelt.

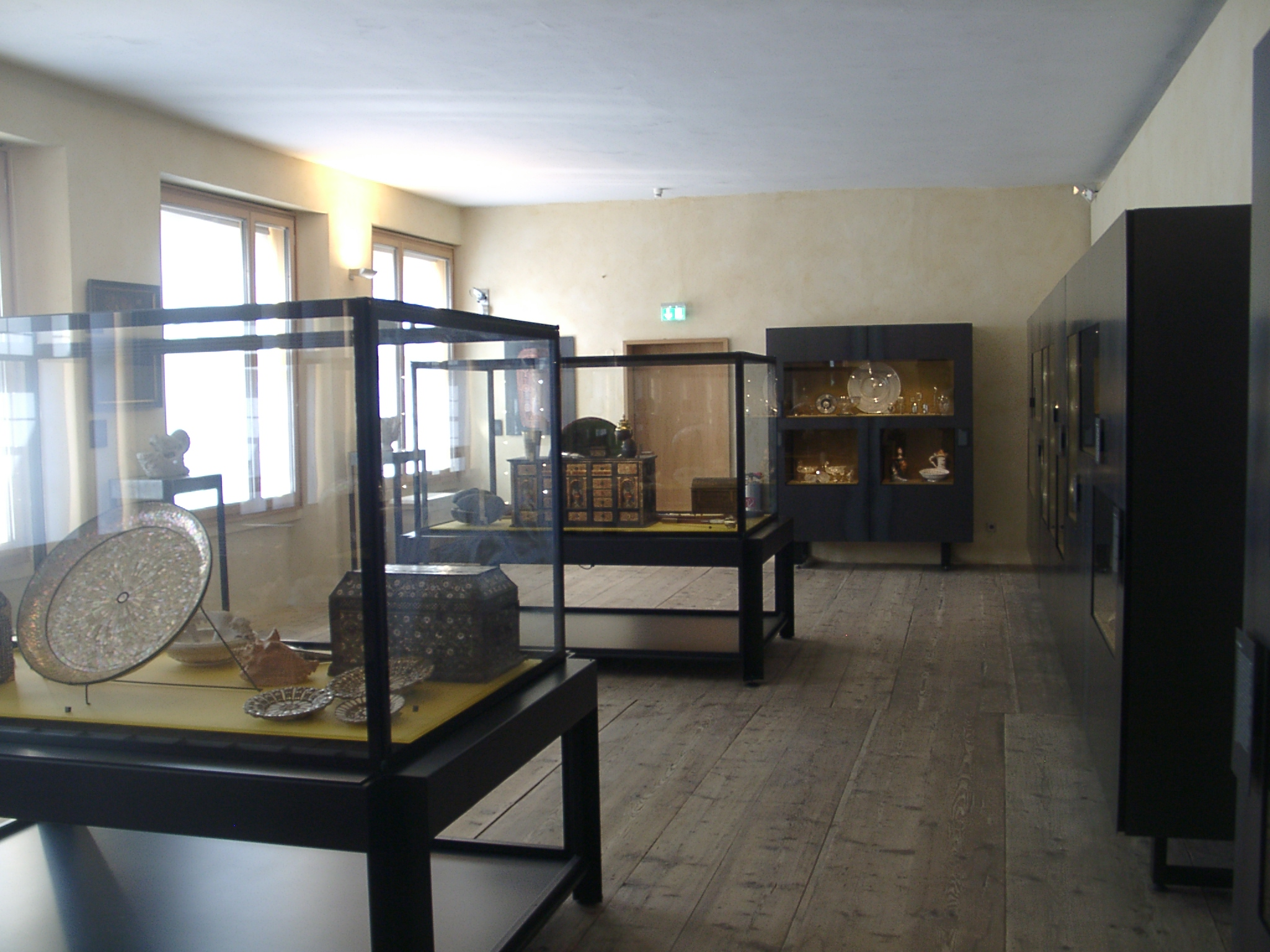
Exotica-Ausstellung in der Kunst- und Wunderkammer

Exotica – Neben Handelswaren wurden fremdartige Objekte aus Amerika und Asien importiert und gelangten in die europäischen Kunst- und Wunderkammern. Missionare trugen ebenfalls zu den Sammlungen bei. Die Ausstellung zeigt chinesische und japanische Porzellane, indische Perlmuttarbeiten, venezianisches Glas und Gefäße aus Bergkristall, türkische Prunkwaffen, ägyptische Bronzestatuetten, Elfenbeinschnitzerei und Drechselkunst. Ein großes Perlmuttbecken und ein aus Elfenbein geschnitzter Pfauenfächer stammen aus dem Bestand der Münchner Kunstkammer.
Im Inventar der Münchner Kunstkammer sind Werkstattkopien der vier Jahreszeiten-Allegorien von Giuseppe Arcimboldo beschrieben. Drei der Gemälde im Besitz der Bayerischen Staatsgemäldesammlungen waren bis 2018 auf Burg Trausnitz ausgestellt und wurden durch Reproduktionen ersetzt.
Scientifica – Die Erkenntnisse und Entwicklungen der Astronomie, Physik und Kartografie fanden sich auch in den Beständen der Kunst- und Wunderkammern der Renaissance wieder. Die ausgestellten Sonnen- und Figurenuhren dienten nicht nur der Zeitmessung, sondern auch als Repräsentationsobjekte. Neben anatomischen Modellen und wissenschaftlichen Instrumenten sind Astrolabien und Armillarsphären zu sehen. Ein Relief aus Solnhofener Kalkstein zeigt die Darstellung der Disputa del Sacramento. Es befand sich mit weiteren Bildtafeln in der Münchner Kunstkammer.